# ريكاردو غويزار دياز
ريكاردو غويزار دياز (بالإسبانية: Ricardo Guízar Díaz)‏ هو كاهن كاثوليكي مكسيكي، ولد في 26 فبراير 1933 في Colonia del Valle ‏ في المكسيك، وتوفي في 4 ديسمبر 2015.